# Staračka dalekovidost
Staračka dalekovidost ili presbiopija je fiziološko stanje koje najčešće nastaje kao posledica starenja posle 40. godine života. Pacijenti sa ovim stanjem u starijoj životnoj dobi sve više primećuju da im vid tokom čitanja ili rada za računarom postaje zamućen i nejasan. Ovo stanj nastaje kao posledica promena na očnom sočivu, kao posledica smanjenja njegove elastičnosti, što remeti njegovu prelomnu moć i dovodi do slabljenja sposobnosti fokusiranja predmeta u blizini.
Staračka dalekovidost se može korigovati na više načina, nošenjem dva para naočara (i trećeg za rad na računaru), bifokalnim staklima (nedostatak srednje daljine), multifokalinim staklima, kombinacijom sočiva (za daljinu) i naočara (za čitanje), multifokalnim sočivima, hirurški (ugradnjom introkularnog sočiva).
Iako staračke dalekovidosti može da se koriguje primenom naočara, kombinacijom naočara i sočiva, hirurgijaom,, ipak se može reći da ne postoji dovoljno dobra zamena koja je jednaka akomodativnoj (fiziološkoj) fleksibilnosti očiju u ranijoj dobi i samim tim i sposobnosti da osobe sa presbiopijom brzo promene i jasno vide i na daljinu i u neposrednoj blizini.

## Etiologija
Staračka dalekovidost je fiziološki proces izazvana starenjem oka tokom godina, i treba je razlikovati od astigmatizma, kratkovidost i dalekovidost, promena koje se odnose na oblik očne jabučice, izazvane genetskim i ekološkim faktorima.
I dok se smatra da dalekovidost nastaje zbog postepenog zadebljanja i gubitka elastičnosti prirodnog sočiva unutar oka, zbog pada nivoa proteina u sočivu, koji uzrokuje manju elastično sočiva tokom vremena, staračka dalekovidost je izazivana promenama koje se dešavaju u vlaknima mišića koje okružuju sočivo. Tako da zbog manje elastičnosti, oko može teže da fokusira izbliza.

### Oblici staračke dalekovidosti
Prema tipu poremećaja staračka dalekovidost se može klasifikovati kao: početna, funkcionalna, apsolutna, prevremena i noćna presbiopija ili staračka dalekovidost.
Poznati su slučajevi potpune uzetosti (paralize) akomodacije na jednom ili oba oka, ponekad propraćeni poremećajem u funkciji zenice. Pri takvim smetnjama neophodno je razjašnjenje uzroka oftalmologa jer se mogu javiti kao — propratne pojave teškog trovanja hranom (botulizma), opasanih zaraza ili ozbiljnih poremećaja nervnog sistema.
Posebni oblici staračke dalekovidosti.
| Vrsta presbiopije        | Karakteristike |
| ------------------------ | --- |
| Početna presbiopija      | - Granična ili rana presbiopija u kojoj su tipični simptomi napor prilikom čitanja sitnih slova i često ovakva presbiopija ostane i nekorigovana za još neko vreme ili se pacijentu ponudi minimalna dioptrija koja se koristi samo po potrebi.                                     |
| Funkcionalna presbiopija | - Oblik je presbiopije kod koje za rad na blizinu neophodno koristiti korekciju usled opadanja akomodativne sposobnosti. - U kojoj dobi će se to javiti zavisi od više faktora: da li je pacijent već korigovan, okruženje, zanimanje, vidnih zahteva, zdravstvenog stanja i drugo. |
| Apsolutna presbiopija    | - Nastaje kao rezultat postepenog smanjenja akomodacije, funkcionalna presbiopija vodi do apsolutne. - Apsolutna presbiopija je stanje u kome više nema akomodativne sposobnosti.                                                                                                   |
| Prevremena presbiopija   | - Stanje kada akomodativna sposobnost postane nedovoljna za pacijentov rad na blizinu u životnoj dobi koja je ranija od onoga što se očekivalo. - Uzroci mogu biti različiti (neki od njih su životna sredina i okruženje, ishrana i životne navike, zdravstveno stanje).           |
| Noćna presbiopija        | - Nastaje iz smanjene amplitude akomodacije pri slabom svetlu. - Povećanja veličina zenice i smanjeno vidno polje su najčešći uzroci. - Javlja se pretežno u stadijumu rane presbiopije.                                                                                            |

## Klinička slika
Klinička slika varira zavisno od pojedinca, njegovog posla i njegove refraktivne greške. Klinički se registruje oko 40 godine, dok se kod osoba kojima posao zavisi od preciznog rada na blizinu klinička slika presbiopije može javiti i nešto ranije.
Kliničku sliku staračke dalekovidosti karakteriše:
- zamućen i nejasan vid prilikom rada na blizu,
- pojačano naprezanje oka,
- glavobolje (naročito pri slabijem osvetljenju),
- zamor,
- udaljavanje teksta,
- potreba za jačim svetlom i krupnijim fontom slova.

Osobe sa normalnim vidom (bez refrakcione mane ili dioptrije), prve probleme tokom rada na blizinu počinju da primećuju oko 45. godine starosti, dok dalekovide osobe sa plus dioptrijom, ove simptome primećuju već oko 35. do 40. godine.
Kod kratkovidih osoba, staračka dalekovidost se javlja kasnije i njima je u toj životnoj dobi dovoljno da skinu svoje naočare za daljinu i pronađu udaljenost na kojoj mogu da čitaju bez ikakve korekcije (tada udaljenost najčešće bliža u odnosu na normalnih 30—35 cm udaljenosti od očiju).

## Dijagnoza
Dijagnoza presbiopije, postavlja se nakon pregleda, koji treba isključivo da obavi očni lekar. U sklopu pregleda, pored provere vida (dioptrije), obavezno se vrši merenje očnog pritiska i pregled prednjeg segmenta oka i očnog dna, nakon proširenenja zenice.
Kako je staračka dalekovidost ili presbiopija proces koji vremenom napreduje, neophodno je dijagnostičke preglede obavljati redovno na svakih 1-2 godine.

## Terapija
Staračka dalekovidost ili presbiopija može se korigovati na više načina:
a) Nošenjem dva para naočara (za daljinu i blizinu). Nedostatak je nepokrivenost srednje daljine.
b) Nošenjem bifokalnih sočiva. I u ovom slučaju postoji sti nedostatak kao i kod nošenja dva para naočara.
c) Nošenje progresivnih sočiva. Prednost u odnosu na prethodna dva izbora je u tome što se nošenjem ovih sočiva pokrivaju svi segmetni (blizina, srednja daljina i daljina). Kod nođenja progresivnih sočiva nephodno je privikavanje.
d) Nošenje multifokalnih sočiva. Ova vrsta korekcije još uvek nije široko zastupljena zbog malo teža adaptacija.
e) Kombinovanje sočiva i naočara. Presbiop nosi sočiva za daljinu i naočare za čitanje sa jačinom koja odgovara adiciji (ADD), ili dodatku za čitanje.
Naočare
Lečenje presbiopije najčešće se zasniva na primeni naočare sa bifokalnim ili progresivnim sočivima.
- Bifokalne sočiva se sastoje iz dve tačke fokusa: glavni deo sočiva sadrži dioptriju na daljinu, dok je donji deo sočiva jači i sadrži dioptriju za blizinu.
- Progresivna sočiva su slična bifokalnim sočivima, ali ona nude bolji vizuelni postepeni prelaz između dve dioptirje, bez vidljive linije između njih.
- Naočare za čitanje su još jedna mogućnost, koja za razliku od bifokalih i progresivnih sčiva, većini ni pacijenat omogućava nošenje naočara ceo dan, dok se naočare za čitanje obično nose samo tokom rada na blizu.
- Ao pacijent želi da nosi kontaktna sočiva, lekar mu može propisati dodatnu dioptriju tako da korektivni ram pacijent nosi u kombinaciji sa sočivima.

Kontaktna sočiva
- Osobe koje imaju presbiopiju mogu se odlučiti i za multifokalna kontaktna sočiva (gas propusna ili meka sočiva).
- Druga vrsta korekcije dalekovidosti sočivima je monovision, u kojoj jedno oko nosi sočivo sa dioptrijom za daljinu, a drugo nosi dioptirju za vid na blizinu. Mozak uči da favorizuje jedno oko ili drugo za različite zadatke. Međutim nedostatak ove korekcije je taj što neke osobe ovo rešenje prihvataju uspešno a druge se žale na smanjenu oštrinu vida i gubitak dubine percepcije.

Najčešće pacijetni nose dva para naočara ali u poslednje vreme izbor progresiva kao jedinstvenog rešenja za sve distance je sve češći. Cena je pristupačnija a novi dizajni omogućavaju i izuzetnu adaptibilnost.
Povremena promena dioptrije
Kako se ljudsko oko tokom procesa starenja konstantno menja i dalekovidost se povećava. U tom smislu kako se dioptrija vremenom menja moraju se menjati ili povećavati dioptrije korektivnih naočara.

### Operativno lečenje
Kao i kod laserskih tretmana, hirurški postupci za kratkovidnost još uvek nisu dobro proučeni, a kozmetičke ili praktične prednosti moraju se meriti sa raznim povezanim rizicima. Trenutno su moguće sledeće vrste operacija:
Ugradnja sintetičkih sočiva
Ova metoda se uglavnom smatra načinom lečenja za ljude koji imaju kataraktu, a također su kratkovidi ili dalekovidi ili imaju astigmatizam. Postupak je sličan operaciji mrene. Očna jabučica je prerezana na rubu rožnjaćece, očno sočivo se uklanja, a zatim zamjenjuje multifokalnom sintetičkim sočivom. Ovaj pristup povezan je s nizom mogućih nedostataka:
Ljudi mogu imati problema s vidom u sumrak ili noću nakon operacije. Izvori svetlosti mogu biti posebno blistavi ili magloviti. Područje iza sintetičkih sočiva može se zamutiti nekoliko meseci ili čak godinama nakon toga (aftercataract). To se može lečiti bezbolnim laserskim tretmanom u ambulanti. Sama operacija povezana je s malim rizikom od infekcije ako mikroorganizmi dospeju u oko.
Ugradnja implantata u rožnjaču
Ova operacija uključuje umetanje plastičnog implantata (KAMRA) u rožnjaću nedominantnog oka kako bi se povećala njegova dubina vidnog polja. Ovo se oko zatim koristi kao "blisko" oko za obavljanje stvari poput čitanja. Ali ljudi obično i dalje moraju nositi naočare za čitanje nakon operacije.
Mogući povezani rizici i nuspojave uključuju infekcije, ožiljke na rožnjači, suvoću očiju i lošiji vid u sumrak i noću.

## Literatura
- Pedrotti, E.; Bruni, E.; Bonacci, E.;  . (2016). „Comparative analysis of the clinical outcomes with a monofocal and an extended range of vision intraocular lens”. J Refract Surg. 32 (7): 436—442. PMID 27400074. doi:10.3928/1081597X-20160428-06. hdl:11380/1201182.; .
- Cochener B. Concherto Study Group. Clinical outcomes of a new extended range of vision intraocular lens: International Multicenter Concerto Study. Cochener, Béatrice (2016). „Clinical outcomes of a new extended range of vision intraocular lens: International Multicenter Concerto Study”. J Cataract Refract Surg. 42 (9): 1268—1275. doi:10.1016/j.jcrs.2016.06.033..
- Attia MSA; Auffarth, G. U.; Kretz FTA;  . (2017). „Clinical evaluation of an extended depth of focus intraocular lens with the Salzburg reading desk”. J Refract Surg. 33 (10): 664—669. PMID 28991333. doi:10.3928/1081597X-20170621-08.; .
- De Vries NE, Nuijits RM (2013). „Multifocal intraocular lenses in cataract surgery: literature review of benefits and side effects”. J Cataract Refract Surg. 39 (2): 268—278. PMID 23332253. doi:10.1016/j.jcrs.2012.12.002..
- Charman WN. Wavefront aberration of the eye: a review. Charman, W. N. (1991). „Wavefront aberration of the eye: A review”. Optom Vis Sci. 68 (8): 574—583. PMID 1923333. doi:10.1097/00006324-199108000-00002..
- Thibos LN, Ye M, Zhang X, Bradley A (1991). „Effect of ocular chromatic aberration on monocular visual performance”. Optom Vis Sci. 68 (8): 599—607. PMID 1923336. doi:10.1097/00006324-199108000-00005..

## Spoljašnje veze
- Presbyopia at MedLinePlus Medical Encyclopedia (језик: енглески)

|  | Molimo Vas, obratite pažnju na važno upozorenje u vezi sa temama iz oblasti medicine (zdravlja). |